# Prutník stříbřitý
Prutník stříbřitý (Bryum argenteum) je jedním z nejvíce rozšířených mechů. Je snadno rozpoznatelný díky jeho bělavým nebo stříbřitě zeleným listům.

## Popis
Mechorost, jehož porosty tvoří polštářky nebo chomáčky vysoké 0,5 – 2 cm. Lodyžka rovnoměrně olistěná hnědočervenými přímými lístky (v případě, že rostlina roste ve stínu má lístky oddálené). Lístky jehnědovitě přisedlé (za sucha), nepatrně odstávající (za vlhka), celokrajné, široce vejčité, vyduté, s zúženou špičkou. Žebro s načervenalou bází, slabé, končí nad prostředkem listu. Tobolka převislá, z krátkého krku podlouhlá, krvavě červená, pod ústím zúžená. Kuželovité víčko.

## Rozmnožování
Patří mezi výtrusné rostliny, v jejichž životním cyklu převažuje gametofyt nad sporofytem. Gametofyt je pohlavní fáze. V této fázi dochází k tomu, že z výtrusnice vypadne haploidní výtrus (spora), který vyklíčí v prvoklíček (protonema). Z prvoklíčku vyroste mechová rostlinka. Rostlinka nese pohlavní orgány (gametangia), samčí (pelatky) nebo samičí (zárodečníky). Samčí gamety jsou dvoubičíkaté pohyblivé buňky tzv. spermatozoidy. K oplození je třeba vodní prostředí.
Na gametofyt navazuje sporofyt (nepohlavní fáze). V této fázi dochází ke splynutí pohlavních buněk, z nichž se vyvíjí štět a tobolka. V tobolce vznikají redukčním dělením (meióza) výtrusy, výtrusy z tobolky vypadnou a zahajuje tak nový proces rodozměny.
Vegetativní rozmnožování je dalším možným způsobem rozmnožování. Dochází k němu pomocí odlomení různých částí stélky např. specializovaných drobnolistých větévek, někdy redukovaných do podoby olistěných pupenů v paždí listů.

## Rozšíření
Kosmopolitně rozšířen, od nížin až do alpínského stupně. Obsahuje téměř všechny typy podkladů, přístěnná i výslunná stanoviště, holou zem, štěrbiny skal, spáry mezi dlažbou, střechy a zdi, okraje cest a silnic. Na stanovištích silně přehnojených dusíkem, často v blízkosti lidských sídlišť.